# Colibrí ermità de ventre lleonat
El colibrí ermità de ventre lleonat (Phaethornis syrmatophorus) és una espècie d'ocell de la família dels troquílids (Trochilidae).

## Descripció
- Colibrí de grandària mitjana, amb uns 14 cm de llargària.
- Bec llarg (uns 4 cm) i corbat cap a baix, amb la major part de la mandíbula inferior vermella.
- De color verd coure per damunt. Carpó i coberteres supracaudals roig taronja. Cua ocre, amb les plomes centrals llargues
- Costats de la cara negre, gola gris i pit i ventre lleonat.

## Hàbitat
Viu a la selva humida de turons i muntanyes, en zones molt ombrívoles.

## Subespècies i distribució
S'han descrit dues subespècies:
- P. s. syrmatophorus Gould, 1852. De l'oest de Colòmbia i sud-oest de l'Equador.
- P. s. columbianus Boucard, 1891. De l'est de Colombia, est de l'Equador i nord del Perú.